# زهرا اینچه‌درگاهی
زهرا اینچه‌ درگاهی پزشک و مدیر اجرایی ورزشی ایرانی است که متخصص پزشکی فیزیکی و توانبخشی است. وی قهرمان ورزشی بانوان و برای دومین بار رئیس فدراسیون ژیمناستیک ایران است.

## ریاست فدراسیون ژیمناستیک ایران و اخراج کارمندان
زهرا اینچه درگاهی در تاریخ ۱۹ تیر ۱۳۹۶ به عنوان رئیس فدراسیون ژیمناستیک ایران انتخاب شد. در آغاز دوره مدیریتش، اقدام به پایان همکاری با ۱۷ نفر از کارکنان و مسئولان فدراسیون، از جمله دبیر فدراسیون، کرد. این اخراج‌ها که با یک نامه دو‌خطی انجام شد، از سوی وی "سبک‌سازی فدراسیون" نام گرفت. وی در گفت‌وگویی با خبرگزاری ایسنا اعلام کرد که این اقدامات برای هم‌راستا شدن با ساختار فدراسیون جهانی ژیمناستیک انجام شده است.
با گذشت حدود ۸ ماه از آغاز ریاست اینچه درگاهی، علاوه بر جایگزینی نیروهای برکنارشده، بیش از ۴۵ حکم جدید نیز در فدراسیون صادر شد.

## گزارش تخلفات توسط دیوان محاسبات کشور
از عملکرد فدراسیون ژیمناستیک در سال‌های ۱۳۹۶ تا ۱۴۰۰، دیوان محاسبات کشور گزارشی از تخلفات اداری و مالی در فدراسیون ژیمناستیک تهیه و به وزارت ورزش ارائه کرد. این گزارش که شامل ۵۵ بند بود، به مسائلی همچون گم‌شدن مدارک در بازه‌های زمانی مشخص، عدم تحویل ایمیل رسمی فدراسیون به مدیریت جدید، پرداخت‌های غیرمستند و تسویه‌های خلاف واقع برخی مدیران اشاره داشت و خواستار پیگیری فوری این تخلفات شده بود.

## رد صلاحیت و حمایت‌های درون‌فدراسیونی
در اواخر دوره چهارساله ریاست اینچه درگاهی، وی برای شرکت مجدد در انتخابات فدراسیون ثبت‌نام کرد اما صلاحیتش از سوی سازمان بازرسی رد شد. در واکنش به این موضوع، جمعی از اهالی ژیمناستیک با انتشار نامه‌ای حمایتی، این اقدام را در راستای شفاف‌سازی و مقابله با فساد اداری دانستند و خواهان برخورد قانونی با تخلفات احتمالی شدند.

## انتخاب مجدد و حواشی انتصابات خانوادگی
در اردیبهشت ۱۴۰۳، زهرا اینچه درگاهی بار دیگر با رأی مجمع به عنوان رئیس فدراسیون ژیمناستیک انتخاب شد. وی خواهر خود، نرگس اینچه درگاهی را به عنوان گزینه نایب‌رییسی معرفی کرد. نرگس اینچه درگاهی در مجمع شهریورماه ۱۴۰۳ با کسب ۴۳ رأی از ۵۲ رأی، انتخاب شد. با وجود تأخیر چندماهه، وزارت ورزش در نهایت حکم نایب‌رییسی وی را صادر کرد.

## ارتباط با احزاب و حمایت ستاد امر به معروف و نهی از منکر
در دوره دوم ریاست اینچه درگاهی، برخی نهادهای سیاسی و فرهنگی مانند ستاد امر به معروف و نهی از منکر از عملکرد وی حمایت کردند. این ستاد با انتشار گزارش‌هایی، از اقدام این فدراسیون در پیوند با برنامه‌های فرهنگی تقدیر کرد.
در ادامه، برخی رسانه‌ها به ارتباط این حمایت‌ها با جریان سیاسی موسوم به "شریان" که چهره‌هایی چون حمید رسایی و مهرداد بذرپاش را شامل می‌شود، اشاره کردند.
همچنین در وب‌سایت دولت، سوابق و برنامه‌های دوره دوم ریاست وی منتشر شد که بر تأکید بر سیاست‌گذاری فرهنگی در ورزش دلالت دارد.
درگاهی به مدت ۱۱ سال در رشته ژیمناستیک بوده و مدت محدودی هم هدایت تیم ملی ژیمناستیک دختران ایران را برعهده داشته‌است. وی از قهرمانان این رشته محسوب می‌شود. در دوره ریاست اینچه درگاهی عناوین و افتخارات قابل‌توجهی برای ژیمناستیک ایران به ثبت رسید. این در حالی است که برخی از کسانی که با حضور اینچه درگاهی منافع‌شان در ژیمناستیک به خطر افتاده بود، تلاش کردند برای فدراسیون ژیمناستیک حاشیه‌سازی کنند.
ریاست انجمن ژیمناستیک برای ۲ دوره در دهه هفتاد، عضویت در هیئت رئیسه فدراسیون ژیمناستیک در نیمه دوم دهه ۷۰ و نایب‌رئیسی فنی فدراسیون ژیمناستیک از سال ۱۳۸۰ تا ۱۳۸۳، از دیگر سوابق اوست.
درگاهی همچنین مدرس دوره‌های مربیگری غرب آسیا نیز بوده‌است. او از ۱۹ تیر سال ۱۳۹۶ با رأی اکثریت اعضای مجمع انتخاباتی فدراسیون ژیمناستیک، ریاست این فدراسیون را برعهده گرفت. صلاحیت وی برای انتخابات فدراسیون ژیمناستیک در سال ۱۴۰۰ رد شد.

## مجمع انتخاباتی فدراسیون ژیمناستیک در اسفند ۱۴۰۱ و حواشی آن
روز چهارشنبه ۲۴ اسفند مجمع این فدراسیون برگزار گردید که چند دقیقه قبل از برگزاری این مجمع، به دلایل نامعلومی از حضور اینچه درگاهی در مجمع فدراسیون و همچنین کاندیداتوری وی توسط عوامل وزارت ورزش ممانعت به عمل آمد.
در خصوص این ماجرا زهرا اینچه درگارهی اظهار داشت :"قبل از مجمع چیزی به من در مورد صلاحیت‌ها اعلام نکردند و در مجمع هنگام اعلام سخنران‌ها متوجه شدم اسم بنده روی تخته نیست و پرسیدیم اعلام نظر کنید که گفتند تأیید صلاحیت شما هنوز نیامده است." وی همچنین بیان کرد: "در تمامی مراحل تبرئه شدم و اصلاً در حال حاضر پرونده مالی ندارم که به‌خاطرش رد صلاحیت شوم." 
طبق آمار ارائه شده از نمایشگر سالن، تعداد اعضای حاضر در مجمع در ابتدا ۵۰ نفر بود و حد نصاب رسمیت یافتن مجمع، ۳۴ نفر اعلام شد. اما بعد از ترک ٢١ نفر، ٢٨ نفر در مجمع حضور داشتند.
در پایان رأی‌گیری عابد حقدادی ۱۸ و حبیب نوظهوری ۸ رأی کسب کردند و انتخابات به دور دوم کشیده شد.
در خاتمه این مجمع پرتنش، عابد حقدادی با کسب ۲۰ رأی از ۲۷ رأی مأخوذه، به عنوان رئیس فدراسیون ژیمناستیک انتخاب شد. حبیب نوظهوری ۶ رأی کسب کرد و یک رأی هم سفید اعلام شد.
گفتنی است مجمع انتخاباتی فدراسیون ژیمناستیک در شرایطی برگزار شد که تا قبل از شروع رأی‌گیری از ورود خبرنگاران به آن جلوگیری به عمل آمد و تنها در زمان رأی‌گیری به خبرنگاران اجازه ورود داده شد.